# Teixeira (Seia)
Teixeira település Portugáliában, Seia községben. A település területe 12,88 négyzetkilométer. Teixeira lakossága 187 fő volt a 2011-es adatok alapján. A településen a népsűrűség 12 fő/négyzetkilométer. A település részét képezik Teixeira de Baixo (Teixeira Alsó) és Canedo településrészek. A falu másik neve Teixeira de Cima (Teixeira Felső).

## Nevének eredete
A település neve a Teixe szóból ered, amely arany fülbevaló jelentéssel bír. Mivel a két településrész Teixeira de Baixo (Teixeira Alsó) és Teixeira de Cima (Teixeira Felső) nevei a két településrész megkülönböztetését szolgálják, ezért a helytörténészek úgy vélik, hogy ez a helyi pásztorok közti ellenségeskedés eredménye.

## Története
Első említése 1514-ben, I. Mánuel portugál király uralkodása idején történt meg, mint Loringa településhez tartozó terület, majd 1855-ben Seia községhez csatolták. 1888. június 14-én a település önállósága megszűnt, mert Vidéhez csatolták, majd legközelebb 1946-ban vált ismét önálló településsé a 35680-as számú rendelet alapján.

## Demográfia

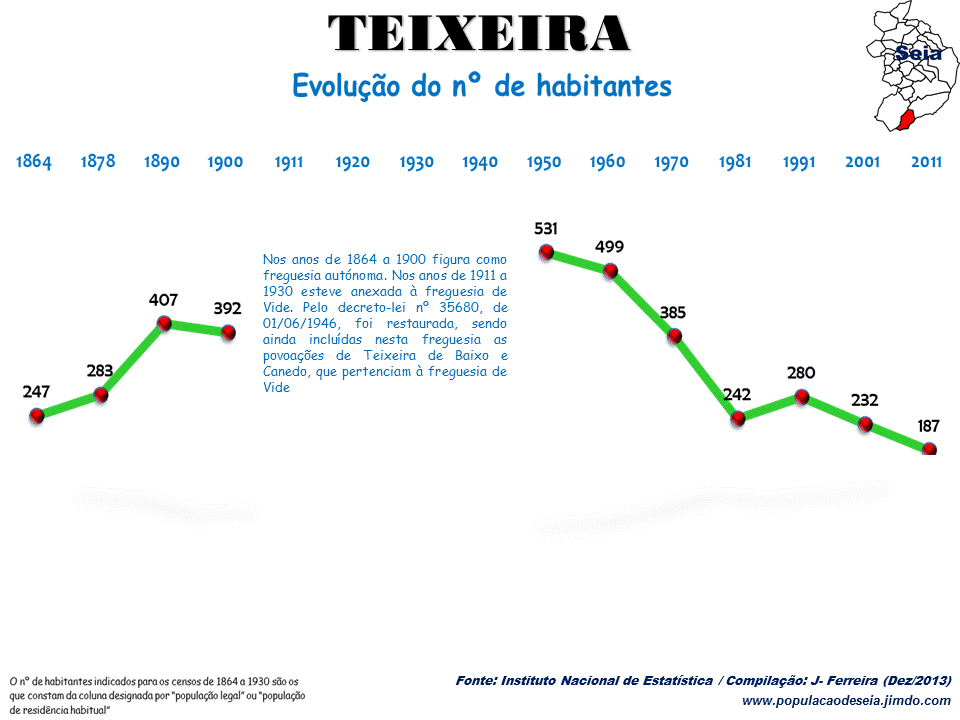
Teixeira népességi adatai 1864 / 2011
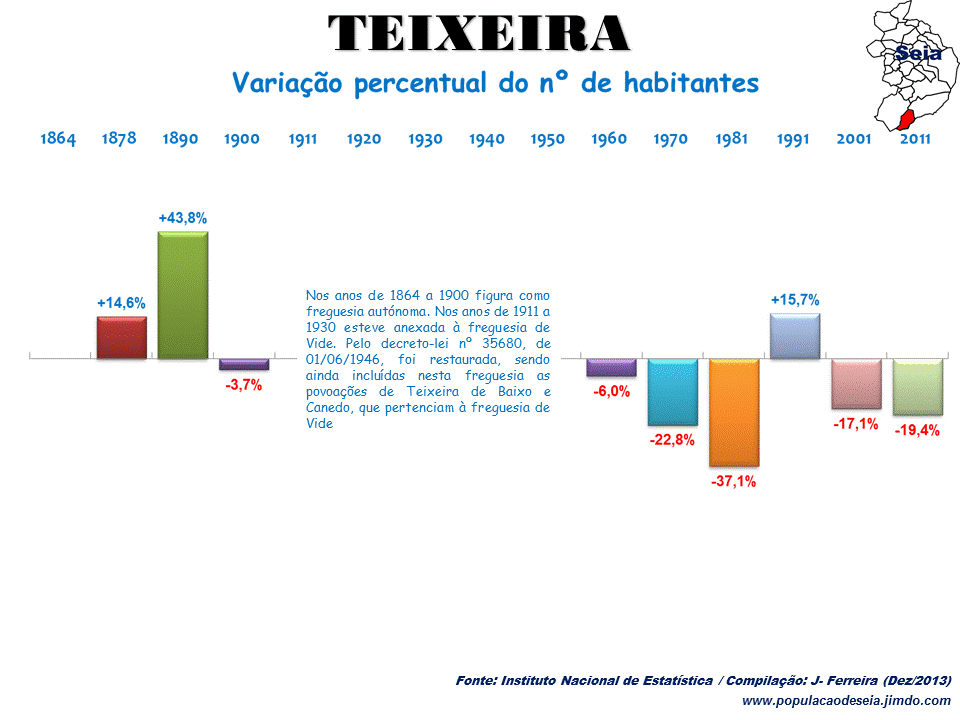
Teixeira népességváltozásai 1864 / 2011

## Fordítás
Ez a szócikk részben vagy egészben  a   Teixeira című portugál Wikipédia-szócikk ezen változatának fordításán alapul.  Az eredeti cikk szerkesztőit annak laptörténete sorolja fel. Ez a jelzés csupán a megfogalmazás eredetét és a szerzői jogokat jelzi, nem szolgál a cikkben szereplő információk forrásmegjelöléseként.